# Volobilis biplaga
Volobilis biplaga är en fjärilsart som beskrevs av Walker 1863. Volobilis biplaga ingår i släktet Volobilis och familjen mott. Inga underarter finns listade i Catalogue of Life.